# Angelika Szymańska
Angelika Szymańska (* 16. Oktober 1999 in Włocławek) ist eine polnische Judoka. 2024 wurde sie Weltmeisterschaftszweite im Halbmittelgewicht.

## Sportliche Karriere
Angelika Szymańska kämpfte bis 2016 in der Gewichtsklasse bis 57 Kilogramm. 2015 wurde sie Siebte der Kadetteneuropameisterschaften und Fünfte der Kadettenweltmeisterschaften.
2017 wechselte sie in die Gewichtsklasse bis 63 Kilogramm. 2018 erkämpfte sie die Silbermedaille bei den Junioren-Europameisterschaften. Im November 2021 erreichte sie das Finale bei den U23-Europameisterschaften und wurde Zweite hinter der Niederländerin Joanne van Lieshout. Im gleichen Monat wurden auch die Europameisterschaften in Prag ausgetragen. Nachdem sie im Viertelfinale gegen die Französin Clarisse Agbegnenou verloren hatte, gewann sie in der Hoffnungsrunde. Im Kampf um Bronze unterlag sie dann der Deutschen Martyna Trajdos.
2021 schied Szymańska sowohl bei den Europameisterschaften in Lissabon als auch bei den Weltmeisterschaften in Budapest in der ersten Runde aus. Im November 2021 siegte sie dann bei den U23-Europameisterschaften. Im April 2022 verlor Szymańska ihren Auftaktkampf bei den Europameisterschaften in Sofia. Im Juli erreichte sie das Finale beim Grand Slam in Budapest und wurde Zweite hinter der Japanerin Megumi Horikawa. Drei Monate später bei den Weltmeisterschaften in Taschkent unterlag Szymańska im Viertelfinale der Portugiesin Barbara Timo. Nach einem Sieg in der Hoffnungsrunde verlor sie den Kampf um Bronze gegen die Französin Manon Deketer. Zwei Wochen nach den Weltmeisterschaften gewann Szymańska ihren ersten polnischen Landesmeistertitel. 2023 verlor sie bei den Weltmeisterschaften in Doha ihren Auftaktkampf. Im September 2023 gewann die Polin beim Turnier in Baku ihren ersten Grand-Slam-Titel mit einem Finalsieg über die Ungarin Szofi Özbas. Im November erkämpfte Szymańska eine Bronzemedaille bei den Europameisterschaften in Montpellier. Im Mai 2024 bei den Weltmeisterschaften in Abu Dhabi besiegte sie im Viertelfinale die Australierin Katharina Haecker und im Halbfinale die Slowenin Andreja Leški. Im Finale unterlag die Polin der Niederländerin Joanne van Lieshout. Bei den Olympischen Spielen 2024 in Paris schied Szymańska im Achtelfinale gegen die Mexikanerin Prisca Awiti Alcaraz aus.